# Mikadotrochus
Mikadotrochus là một chi ốc biển trong họ Pleurotomariidae.

## Các loài
Chi này gồm các loài:
- Mikadotrochus anseeuwi (Kanazawa & Y. Goto, 1991)[3]
- Mikadotrochus beyrichii (Hilgendorf, 1877)[4][5]
- Mikadotrochus caledonicus (Bouchet & Métivier, 1982)[6]
- Mikadotrochus deforgesi B. Métivier, 1990[7]
- Mikadotrochus gotoi (Anseeuw, 1990)[8]
- Mikadotrochus hirasei hirasei (Pilsbry, 1903)[9]
  - Mikadotrochus hirasei yamamotoi (A. Yamamoto, 1993), Species inquirenda[10]
- Mikadotrochus mikadotrochus Pilsbry[11]
- Mikadotrochus salmianus (Rolle, 1887)[12]

Các loài đồng nghĩa
- Mikadotrochus amabilis Bayer, 1963: đồng nghĩa của Perotrochus amabilis (Bayer, 1963)
- Mikadotrochus oishii T. Shikama, 1973[13]: đồng nghĩa của Perotrochus oishii (Shikama, 1973)
- Mikadotrochus schmalzi T. Shikama, 1961[14]: đồng nghĩa của Mikadotrochus salmianus (Rolle, 1899)